# Dimitri (patriarche serbe)
Pour les articles homonymes, voir Dimitri.
Dimitri, (en serbe : Dimitrije ; en serbe cyrillique : Димитрије), né Dimitrije Pavlović le 28 octobre 1846 à Požarevac et mort le 6 avril 1930 à Belgrade, fut le premier patriarche de l'Église orthodoxe serbe réunifiée. Il a régné de 1920 jusqu'à sa mort.
Dimitri portait les titres d'archevêque de Peć, métropolite de Belgrade-Karlovci et patriarche des Serbes.

## Biographie

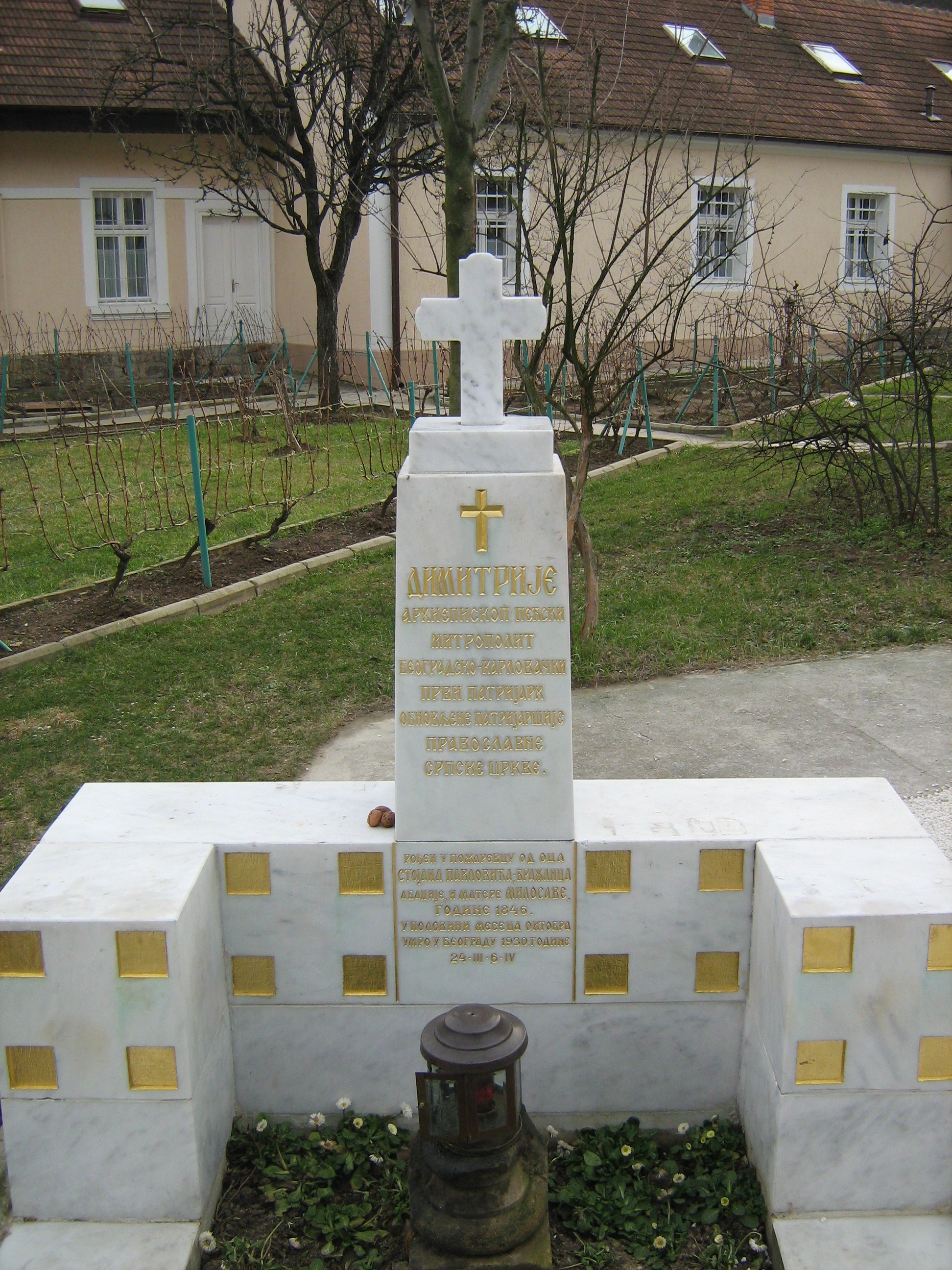
La tombe du patriarche Dimitrije

Dimitrije Pavlović naît le 28 octobre 1846 à Požarevac, dans la principauté de Serbie. Il devint évêque de Niš en 1884, titre qu'il conserve jusqu'en 1889. De 1898 à 1905, il est évêque de Šabac-Valjevo.
Quand le métropolite de Serbie Inokentije meurt en 1905, Dimitrije est choisi pour lui succéder. En 1920, le patriarcat de Serbie est restauré et Dimitrije en devient le premier patriarche. Le 8 juin 1922, il prononce l'union du roi Alexandre II et la princesse Marie de Roumanie dans la cathédrale Saint-Michel de Belgrade.
Le patriarche Dimitri est mort le 6 avril 1930 dans la capitale serbe et il a été enterré au monastère de Rakovica.